# Олешанська сільська територіальна громада
Олешанська сільська громада — територіальна громада в Україні, в Івано-Франківському районі Івано-Франківської області. Адміністративний центр — село Олеша.
Площа громади — 92,51 км², населення — 5652 мешканці (2018).
Утворена 13 вересня 2016 року шляхом об'єднання Будзинської, Делівської, Долинської, Озерянської та Олешанської сільських рад Тлумацького району.

## Населені пункти
Від 2020 до складу громади входять 15 сіл:
- Будзин
- Делева
- Долина
- Живачів
- Ісаків
- Луг
- Мостище
- Одаїв
- Озеряни
- Олеша
- Петрів
- Підвербці
- Сокирчин
- Соколівка
- Суходіл